# Fútbol de colonias en Venezuela

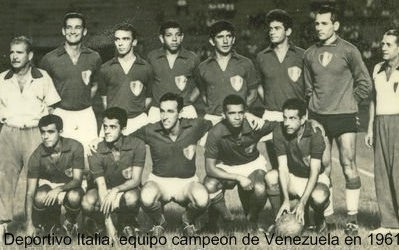
Deportivo Italia en 1961, cuando fue "Campeón de Venezuela" y ganador de la Copa Venezuela, consiguiendo el primer "doblete" del fútbol profesional venezolano.

El Futbol de colonias en Venezuela fue el inicio de la era profesional del fútbol venezolano. En la segunda mitad del siglo XX los principales clubes eran de origen europeo, sostenidos principalmente por las colonias de españoles, italianos y portugueses que se habían radicado en Venezuela especialmente en esos años. Es así como nacen por iniciativa de estas comunidades los principales ganadores de la Primera División de Fútbol de Venezuela en esas décadas: el Deportivo Italia, el Unión Deportiva Canarias, el Deportivo Español, el Deportivo Galicia y el Deportivo Portugués.

## Historia
A finales del siglo XIX el fútbol llegó a Venezuela (como en muchos otros países del mundo) con los viajeros de Europa, quienes con el deseo de explotar la minería y el caucho por los altos del río Orinoco se entretenían jugando "gygy" con un balón, en los terrenos de los campamentos de la zona y en los pocos ratos libres de su dura existencia.
De acuerdo a la tradición oral, El Correo del Yuruari, publicación semanal del estado Bolívar, habría publicado el 16 de julio de 1876 una nota sobre una exhibición de "un sport llamado foot-ball" con motivo de la celebración del Día de la Virgen del Carmen, en El Caratal, ubicada muy cerca de la mina "Perú" en El Callao. Este primer encuentro de fútbol habría sido organizado por un maestro galés de nombre A.W. Simpson, quien trabajaba para las compañías explotadoras del oro en la región con la participación de trabajadores ingleses, franceses, alemanes e italianos. Sin embargo, no existe respaldo documentado de esta historia, y El Correo del Yuruari tuvo su primer número el año siguiente, es decir, en 1877.
Posteriormente, el fútbol se radicó en la ciudad de Caracas donde comenzaron a formarse los primeros equipos en 1902. Así en los primeros días de mayo de 1902, los hermanos escoceses David y Jimmy Ballantyne fundaron el club “San Bernardino”, quedando constituido el primer equipo de fútbol de la capital. Venezuela dio los primeros pasos de manera amateur (no organizada ni profesional) en las primeras décadas del siglo XX. Para ese entonces, el fútbol era visto por el venezolano como un deporte de extranjeros que venían al país a practicarlo, y de allí que inicialmente la "Liga amateur de Venezuela" no fue más que una liga de jugadores de otros países (muchos de ellos europeos, como en el "Deutscher Sport Verein Caribbean FC" fundado en 1905 con jugadores alemanes residentes en Caracas). 

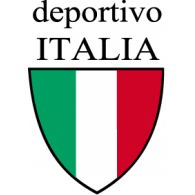
Logo del Deportivo Italia (considerado el mejor equipo venezolano del junto al Estudiantes de Mérida, según la Federación Internacional de Historia y Estadística de Fútbol) cuando fue fundado en 1948

Después de la Primera Guerra Mundial, en 1925 fue fundado el primer equipo amateur de españoles (el "Barcelona FC") y en 1930 el primero de los italianos (el "Venecia FC"). Los italianos de Caracas fundaron a finales de 1930 también el "Italia FC", que tuvo vida muy corta desapareciendo al año siguiente después de haber participado en Copas amistosas como la Copa Nuovo Giardino D’Italia.
También fue fundado por alemanes el "Centro Alemán de Puerto Cabello FC" (1927) y luego el equipo "Alemania FC" en Caracas, que participó en dos nuevos torneos-amateur: el de primera división (1931), que fue suspendido, y el de la Copa Venezuela (1933), en la que fue derrotado por el Deportivo Español (6-2 y 3-1). El Alemania participó también en 1931 en la amistosa Copa Alemania, junto con el Italia FC, Unión SC, Centro Atlético, Deportivo Venezuela, Dos Caminos y Loyola SC.
Empresarios españoles junto con algunos venezolanos fundaron el Deportivo Venezuela en 1926, que ganó cuatro campeonatos de la Era amateur del fútbol venezolano (en 1928, 1929, 1931 y 1933). En 1932, el presidente del Deportivo Venezuela, el español Nicolás de las Casas, recibió una copa de plata del Barcelona FC. Ese trofeo se ofreció al ganador de la primera edición de la Copa Venezuela, jugada a finales de 1932 (que fue el Unión FC, mientras que el Deportivo Venezuela fue segundo). En ese mismo 1932 fue fundado el Deportivo Español, que en 1946 llegó a ser Campeón del fútbol amateur de Venezuela: ese título fue el primero ganado por el ahora llamado "fútbol venezolano de colonias".
En el fútbol de colonias de esas décadas, jugaron muchos europeos y latinoamericanos que aportaron sus conocimientos al balompié venezolano. Por ejemplo, un jugador profesional italiano (Vittorio Godigna), que jugó en el Dos Caminos SC cuando obtuvo tres campeonatos (desde 1936 hasta 1938), fue también en 1938 el primer entrenador de la Selección de Fútbol de Venezuela. Además, el 23 de febrero de 1938 Godigna dio a Venezuela (gracias a una certera disposición de jugadores) el primer triunfo de la Selección venezolana de fútbol, derrotando en los Juegos Centroamericanos y del Caribe a la Selección de fútbol de Colombia 2 a 1.
La baja calidad del torneo de 1947 hizo que la ANF ("Asociación Nacional de Fútbol") adelantara dos propuestas  “para salvar al fútbol nacional”, según tituló la prensa capitalina: la creación de dos campeonatos: uno para venezolanos y otro para extranjeros (nunca hecho: en el segundo se candidaron el Club Deportivo Kadima, el CD Frances, el Deportivo Canario y el Unión Deportivo Portugués) y experimentar con un torneo de carácter profesional, que sí se cumplió en 1947/1948 con los clubes La Salle, Pampero FC, CD Kadima y Deportivo Español.
Sucesivamente, en 1957 inmigrantes de diversas naciones europeas (principalmente de España, Portugal e Italia) participaron en la creación del primer torneo "profesional" de fútbol venezolano con seis equipos: Universidad FC, La Salle FC, "Banco Obrero Fútbol Club", "Deportivo Español", "Deportivo Vasco" y "Catalonia FC". En 1958 se incorpora el  "Deportivo Danubio" integrado por emigrantes húngaros y centroeuropeos, mientras que el Deportivo Italia no lo pudo hacer -por varias causas administrativas y presupuestarias- sino en 1959.
Después de la Segunda Guerra Mundial llegaron centenares de millares de europeos a Venezuela, especialmente durante la presidencia del general Marcos Pérez Jiménez y empezó el llamado Futbol Colonial, que dio un enorme impulso a la asistencia de público en los estadios venezolanos.

A partir de este momento, el fútbol con componente criollo fue "apartado" por los inversionistas que se formaron en las colonias de inmigrantes, ya que los criollos no podían competir económicamente con los equipos con nombres extranjeros. Inclusive algunos empresarios extranjeros, como el vasco Damián Gaubeka se costeaban amistosos contra grandes clubes del mundo como Real Madrid, Botafogo, Millonarios, River Plate, Barcelona, etc...Deportivo Portugués, Deportivo Español, Deportivo Vasco, Deportivo Italia, Catalonia, UD Canarias, Deportivo Celta, eran nombres de los equipos más consecuentes en esta época. Italia y Portugués marcarían una rivalidad que se extendería en varias décadas aunque, pasado el tiempo, se debilitaría ese antagonismo por la calidad del fútbol; uno a uno dejarian de aparecer en los rectángulos de juego...El Deportivo Portugués participó ininterrumpidamente desde 1958 hasta 1982, en esas 24 temporadas fueron campeones 4 veces. El Deportivo Galicia estaría desde 1963 hasta 1982 interrumpidamente, luego reapareció esporádicamente en 1987 y 1989, para finalmente desaparecer en el 2001. El Deportivo Italia fue el último en separarse. Desde 1959 el Italia participó en nuestro fútbol nacional hasta 1996, cambió de nombre para salvar el equipo aliándose con la Alcaldía de Chacao y pasó a llamarse Deportivo Italchacao desde 1999 hasta que descendió a Segunda División en el 2005, revivió como Deportivo Italia el 2008 y volvió a cambiar de nombre en el 2010 para llamarse Deportivo Petare.Armando García

En la segunda mitad del siglo XX este fútbol de colonias europeas impulsó el juego del balompié en Venezuela, llegando a obtener resultados halagadores a nivel internacional. Por ejemplo el Deportivo Italia consiguió la hazaña de vencer el equipo Campeón de Brasil en el mismo estadio Maracana en la Copa Libertadores 1971, con el famoso Pequeño Maracanazo.
El Deportivo Español -durante la era del fútbol "amateur" en Venezuela- en 1946 fue el primero de los equipos de colonia en galardonarse del título de Campeón de Venezuela, seguido por el Deportivo Vasco en 1954. El Deportivo Español en 1955 se tituló de Vicecampeón. El Deportivo Español participó junto con el CD Kadimah (equipo de la comunidad hebrea caraqueña, con muchos jugadores judíos de Europa centro-oriental) a la Copa del Distrito Federal, el primer torneo profesional: el partido inicial de esta Copa se realizó el 27 de septiembre de 1947 en el estadio Nacional de Caracas ente los equipos CD Kadimah y La Salle FC. Este fue el primer partido oficialmente "profesional" del fútbol venezolano y terminó en un empate.
Además el Deportivo Italia (que apenas fundado logró ser campeón -del primer turno- en 1949 de la Copa Venezuela, entonces llamada "Copa Junta Militar") fue subcampeón del "Torneo Internacional de Caracas de 1950", considerado como el precursor o como la primera Pequeña Copa del Mundo de Clubes.
En 1957 el fútbol "profesional" de campeonatos de Venezuela empezó con la mitad de los seis equipos participantes que eran de colonia europea: Deportivo Español, Catalonia y Deportivo Vasco.
En 1958 fue creado el equipo Deportivo Danubio F.C. integrado principalmente por emigrantes de Hungría y otros países centro europeos. El Danubio tuvo una vida efímera participando en las temporadas de 1958 y 1959 cuando logra el tercer lugar.

## Los años sesenta y setenta
Durante los años sesenta y parte de los setenta el fútbol de colonias dominó el balompié venezolano. Casi todos los años desde el inicio del Campeonato "profesional" de la Primera División de Venezuela en 1957 y hasta mediados de los setenta hubo un equipo de las colonias que se tituló Campeón de Venezuela. Fueron cuatro los equipos que más se distinguieron como Campeones: Deportivo Italia, Deportivo Portugués, Deportivo Galicia y UD Canarias. 

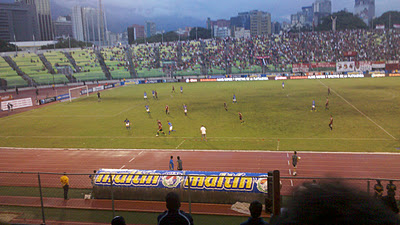
"Clásico Capitalino" entre Caracas Fútbol Club y Deportivo Italia en el Estadio Olímpico de la UCV, ganado por el D. Italia 4-1

En efecto en el campeonato de 1960 hubo solo 4 equipos, todos de colonia: Deportivo Italia, Deportivo Portugués, Deportivo Español y "Deportivo Celta".
En esos años los principales equipos del fútbol de colonia jugaban todos sus encuentros como locales en el Estadio Olímpico de la Universidad Central de Venezuela en Caracas. Sus aficionados eran casi todos europeos (españoles, italianos y portugueses o descendientes de estos) y era común la rivalidad entre los “amarillos” del Unión Deportiva Canarias, los “rojiverdes” del Club Deportivo Portugués, los “azules” (Azzurri) del Deportivo Italia y los “rojos” del Deportivo Galicia.  En efecto hubo bastante rivalidad entre las colonias italianas y las colonias portuguesas, que llegaron a llenar con 30.000 espectadores el Olímpico de la UCV en lo que se denominó en su momento el "Clásico Europeo" entre Deportivo Italia y Deportivo Portugués; a este clásico se uniría el Deportivo Galicia quien compartiría rivalidad deportiva con esas 2 franquicias en esas décadas.
Cabe señalar que hubo un equipo -promovido por capital italiano y francés- de un banco creado para las colonias extranjeras residentes en Venezuela: el Banco Francés e italiano, que participó solamente en dos campeonatos (1961 y 1962) y en una Copa Venezuela (1961).
En 1964 por primera vez hubo una participación venezolana en la Copa Libertadores, la más importante en Latinoamérica. Un equipo de colonia, el Deportivo Italia (que había logrado clasificar eliminando en 1964 el Bahia Campeón de Brasil), la inició con una victoria en Ecuador en contra del Barcelona Sporting Club, propiciada por un jugador italiano nacionalizado que luego jugó también en la selección nacional venezolana: Augusto Nitti. Además dentro de la Copa Libertadores de América, los Gallegos del Deportivo Galicia inscribieron su nombre en nueve torneos (al igual que los equipos del Deportivo Portugués y UD Canarias, que pero lo consiguieron en muy pocos años): entre sus triunfos más importantes se destacaron los hechos con el Universitario de Deportes  de Perú, (2-0, en 1967) y con el Náutico de Brasil (2-1, en 1968). 
Un evento futbolístico fue muy celebrado por toda la prensa deportiva de Venezuela: la inesperada victoria del Deportivo Italia en la Copa Libertadores 1971 en contra del Fluminense Football Club de Zagalo, con el famoso Pequeño Maracanazo. Al regreso de los "Azzurri" del equipo de colonia a Caracas todos los hinchas venezolanos (y especialmente los Italo-venezolanos) celebraron el increíble triunfo  y los hermanos D'Ambrosio (principales responsables del Deportivo Italia) fueron muy homenajeados en Caracas.

Sin duda para Venezuela fue una bendición eniquecerse culturalmente con inmigrantes como los hermanos D'Ambrosio. Fueron ellos unos de los responsables de que en la década de los sesenta y setenta, con el Deportivo Italia como protagonista, Venezuela diera sus primeros pasos hacia la grandeza con logros futbolísticos realmente importantes. Javier Briceño

El Deportivo Galicia además en 1971 ganó el Torneo internacional llamado Copa Simón Bolívar, el primer galardón internacional del fútbol venezolano. Sucesivamente ganó dos veces (1980 y 1982) el Copa Almirante Brion, un torneo binacional entre los equipos campeones de Curazao y Venezuela.
En 1969 hubo un primer tentativo de cambiarle el nombre a los principales equipos de colonia para "asimilarlos". Esta idea fue de Asdrúbal “Quemao” Olivares, presidente de la FVF: cambiar los nombres de los equipos de colonias extranjeras para así identificarlos con parroquias caraqueñas. Pero Unión Deportiva Canarias fue el único que estuvo de acuerdo con la idea, mientras que todos los demás se negaron. Para el Deportivo Italia surgieron dos opciones: "Ital-Caracas FC" y "Deportivo Chacao". Al Deportivo Galicia le habrían llamado "Atlético Candelaria", y al Deportivo Portugués, "Petare FC". La noticia en la prensa desató fuertes críticas en esas comunidades europeas radicadas en el país, por lo que la FVF se volvió a reunir con los directivos de esos equipos: como consecuencia no hubo ningún cambio de denominación y todo quedó en la nada.
Ya a la mitad de los sesenta fueron desapareciendo pequeños equipos de colonia, como el "Deportivo Celta" (precursor del Deportivo Galicia) , el "Catalonia Fútbol Club" y el "Banco Francés e italiano", mientras empezaron a tomar fuerza algunos equipos de provincia cuyos dueños eran europeos (como el "Tiquire Flores" del estado Aragua, que se convirtió en el Tiquire Flores-Canarias en 1975 y luego en el "Miranda-Canarias" en 1979). El Unión Deportiva Canarias, que anteriormente (absorbiendo equipos menores como el "Atlético Tenerife" de La Guaira) logró muchos éxitos con su famoso Antonio Ravelo, hizo su última aparición -integrándose con el Tiquire Flores FC- como Miranda Canarias.

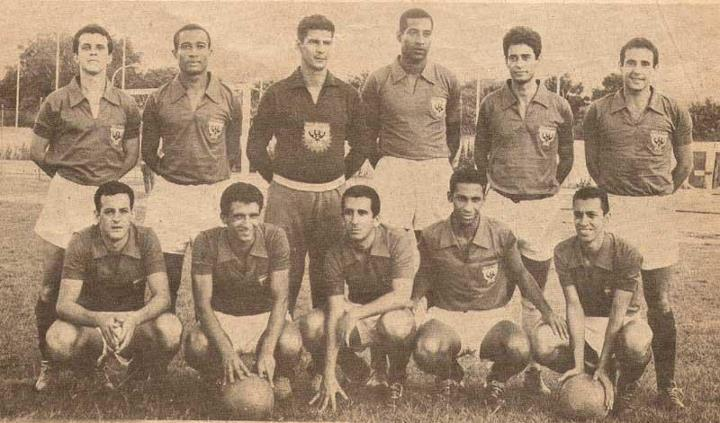
Valencia F.C. 1965

Miembros de la colonia italiana cofundaron otro equipo de provincia en 1965, el Valencia Fútbol Club, que logró en ese mismo año titularse campeón de la "Copa Caracas" (hoy Copa Venezuela) siendo el primer equipo no capitalino en lograrlo: en 1971 el Valencia FC (ahora llamado Carabobo Fútbol Club) se coronó campeón absoluto de la Primera División de Venezuela de la mano del uruguayo director técnico Walter "Cata" Roque. Hasta la actualidad sigue siendo el único equipo carabobeño en lograrlo.
Otro equipo importante de Venezuela fundado en 1974 por italianos fue el Deportivo Tachira, que inicialmente iba a ser llamado Deportivo Italia de San Cristóbal y del Tachira por su fundador el italiano Gaetano Greco (que luego prefirió llamarlo San Cristobal).  El San Cristóbal disputaba sus primeros encuentros con camiseta azul y pantalón blanco (como el equipo juvenil amateur "Juventus de San Cristobal", fundado anteriormente por el mismo Greco). Dichos colores, similares a los de la Selección de Italia, recordaban que Greco inicialmente a este equipo -que ahora se llama Deportivo Tachira- pensó llamarlo “Deportivo Italia de San Cristóbal” (el mismo nombre de un equipo amateur que él mismo había cofundado en los años sesenta y que había desaparecido al poco tiempo).
Algunos equipos menores, como el Centro Italo FC, el "Deportivo Luso-Venezolano de San Juan de Los Morros", el "Germania de Miranda" y la Hermandad Gallega FC duraron varias décadas, pero al final desaparecieron principalmente por causas económicas y también por la desaparición de los hinchas europeos (envejecidos y en algunos casos vueltos a sus países de origen).
En la segunda mitad de los setenta la riqueza de los petrodolares -luego de la Crisis del petróleo de 1973- empezó a trasladarse a manos de empresarios venezolanos, que promovieron el desarrollo de equipos venezolanos (como el Caracas FC y el Portuguesa FC) y la asimilación de los de las colonias europeas. Por ejemplo, desaparecieron el Deportivo Portugués -que fue sustituido en 1985 por el Sport Marítimo- y algunos equipos de colonia de Segunda y Tercera División (como sucesivamente el "Lazio de Miranda", el "Centro Italo Lagunillas" y el "Colegio Ibero Americano"). Otros tuvieron vida corta en esas décadas, como la Unión Española de Lara y el Deportivo Danubio.

## Últimas décadas
En la última década del siglo XX empezó a empeorar enormemente la situación económica de los clubes del fútbol de colonia: se registró un brusco descenso en la presencia de espectadores luego del tristemente famoso Caracazo de 1989. 
El Deportivo Galicia, que fue sustituido en 2002 por el "Galicia de Aragua", entró en crisis y desapareció. Lo mismo pasó con el Sport Marítimo de la hinchada portuguesa, agravado por problemas legales con autoridades futbolísticas.
Otros equipos aparecieron pero duraron poco, como el Club Deportivo Iberoamericano y el Casa D'Italia Fútbol Club (en la Segunda División de Venezuela). Recientemente algunos pequeños equipos de colonia, como el Italo Venezolano de Valencia, el Casa Portuguesa de Aragua, el Centro Hispano Venezolano de Aragua, el Atlético Turén, el "Salernitana del Tuy", el "Fiorentina Margarita" y el "Deportivo Madeirense", aparecieron en los torneos menores pero no subieron de nivel por falta de medios y seguidores. El Deportivo Italmaracaibo fue una especie de meteora que apareció "sorpresivamente" en Primera División en el 2004, duró hasta el año siguiente con escasos resultados y desapareció en el 2006 (cuando tuvo que bajar a la Segunda División pero sus dueños prefirieron anularlo por razones económicas). Otro equipo con una corta vida profesional (parecida a la del Italmaracaibo) fue el Centro Italo FC que subió a la profesionalidad en el campeonato de Segunda División del 2006 y llegó a jugar en la Primera División en el campeonato 2009-2010: luego de esa única participación (muy mediocre) en Primera, volvió a la Segunda y desapareció en la temporada 2011-2012.
Solamente el Deportivo Italia -luego de convertirse en Deportivo Italchacao, parcialmente de propiedad del municipio Chacao de Caracas- logró regresar a su nombre originario y representar la colonia italiana de Venezuela en el campeonato del 2007 y en los sucesivos. En esos años también se hizo famoso el Clásico caraqueño (iniciado en 1985) entre el Deportivo Italia y el Caracas FC. 
El Deportivo Italia fue considerado como el mejor equipo venezolano del siglo XX junto al Estudiantes de Mérida, según la Federación Internacional de Historia y Estadística de Fútbol:

El Deportivo Italia fue una divisa que rápidamente se ganó el corazón de los fanáticos, sobre todo de aquellos que representaban a la colonia italiana en el país. Los títulos abundan en esta histórica institución. La época de los años 60 fue la dorada para azules, pues se consagraron campeones nacionales 1961, 1963 y 1966. El cuarto cetro para el Italia llegaría en 1972. La quinta y última estrella hasta los momentos para los capitalinos fue lograda en 1999 bajo el nombre de Deportivo Italchacao, y es por ello que esta escuadra es considerada como pentacampeona. El éxito del Deportivo Italia no sólo ha sido en el firmamento nacional, sino que ha destacado en el plano internacional, poniendo en alto el nombre de Venezuela en la prestigiosa Copa Libertadores de América. Siete participaciones en la Copa Libertadores (1964, 1966, 1967, 1969, 1971, 1972 y 1985), significan un gran orgullo para el Deportivo Italia. Cabe destacar que el elenco itálico fue en primer club criollo que tuvo una importante actuación en este certamen, eliminando en la fase previa nada más y nada menos que al "Bahía" de Brasil. Un día inolvidable para el Deportivo Italia y también para el fútbol venezolano, fue el 3 de marzo de 1971, fecha del recordado “Maracanazo”. Los heroicos azules dirigidos en ese entonces por Elmo Correa, sorprendieron al poderoso "Fluminense" de Lobo Zagalo en el mismísimo Maracaná derrotándolo 0-1, con gol de Manuel Tenorio de tiro penal. El Italia hizo historia en Río de Janeiro, pues fue la primera victoria de un equipo venezolano en suelo de Brasil. Agustín Rodríguez Weil

En el Campeonato 2008-2009 el Deportivo Italia fue el Vicecampeón de Venezuela, siendo esta la última presencia triunfadora del fútbol de colonia en Venezuela. En el Torneo "Apertura" del campeonato 2009-2010 el Deportivo Italia fue segundo, pero los problemas asociados a su asimilación -con cambio de nombre y propriedad- lo hicieron terminar de tercero en la Primera División de Venezuela 2009-10 (ganando de todos modos acceso a la Copa Libertadores del 2011, donde jugó - pero ya sin su nombre italiano - en contra de un equipo de Paraguay).

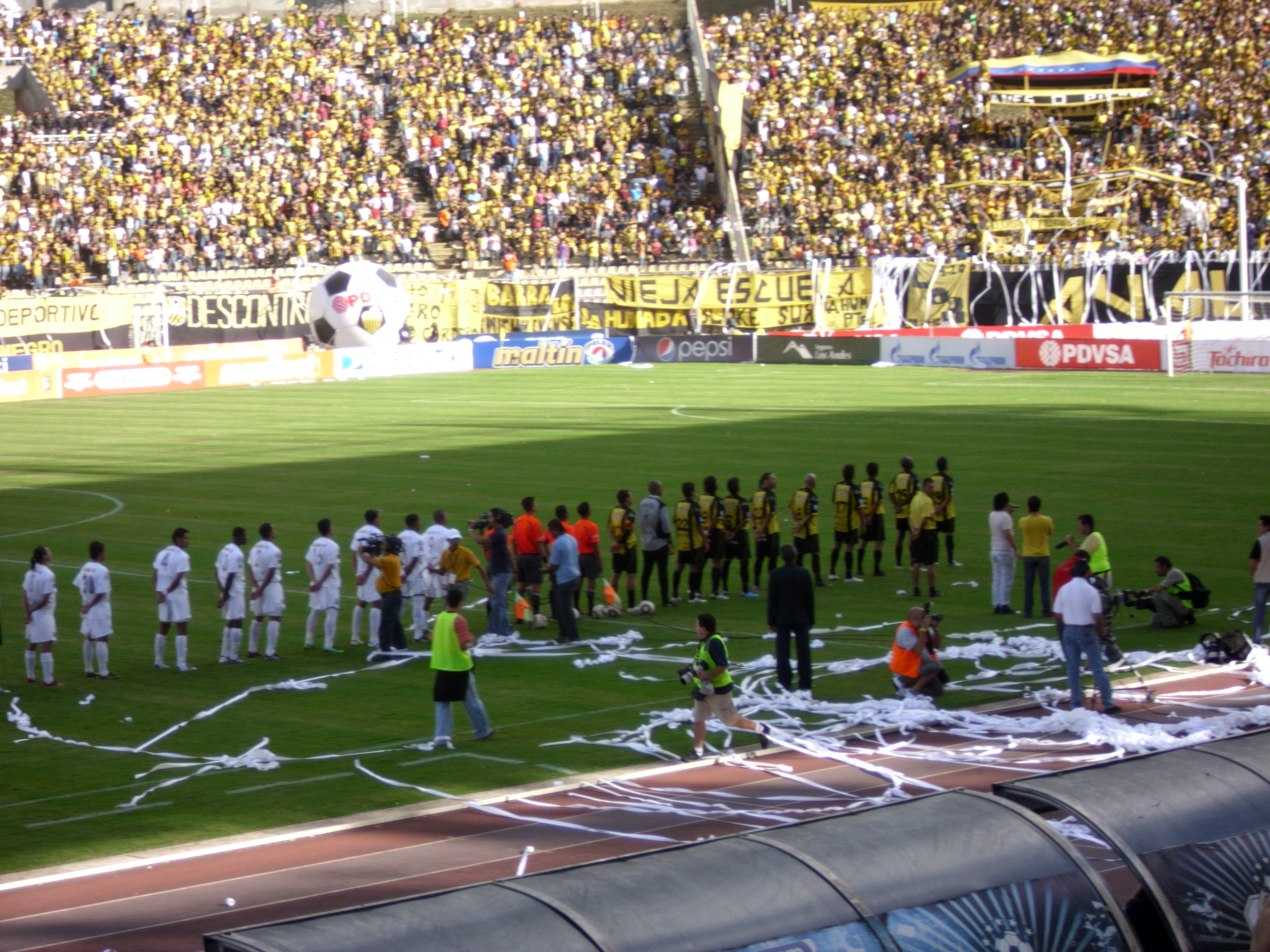
2010 encuentro entre Real Esppor y Deportivo Tachira

En ese mismo 2008 lo que quedaba de la hinchada española y portuguesa fundó el "Real Esppor" (nombre compuesto por un acrónimo de las palabras España y Portugal, el cual se debe a que sus fundadores eran empresarios con ascendencia de dichos países), que fue asimilado sucesivamente en el Deportivo La Guaira Fútbol Club.
También el Deportivo Italia fue asimilado con cambio de nombre y en el final del 2010 se convirtió en el Deportivo Petare (propiedad del municipio Petare de Caracas), terminando así toda presencia (con nombre oficial europeo) del fútbol de colonias en Venezuela. Lo que había iniciado la FVF del "Quemao" Olivares y su grupo en 1969 se completó 30 años después: desaparecieron por asimilación (pero también por varios problemas y/o algunos fracasos) todos los equipos de colonia en Venezuela. 
Todavía en el 2020 el periódico de los italianos de Venezuela (La Voce d'Italia) recuerda la desaparición  del "Deportivo Italia", convertido en un equipo mediocre que ahora juega en segunda y tercera división (cambiando continuamente de nombre: en el 2023 se llama "Deportivo Miranda").

## Legados
El legado mayor que le ha dado el fútbol de colonia al desarrollo del balompié en Venezuela consiste en haber roto el monopolio del deporte "béisbol": antes de 1957 pocos venezolanos seguían como hinchas el fútbol local, que era prácticamente una exclusividad de los pequeños cetos ricos de Caracas. En los partidos del La Salle FC a principios de los años cincuenta (cuando fue Campeón venezolano de fútbol "amateur" en 1952 y 1955) los espectadores eran algunos miles, pero en los años sesenta el estadio Olímpico de la UCV se llenaba con 30 000 fanáticos en el "Clásico Europeo". Y en los años setenta y ochenta muchos descendientes de europeos empezaron a atraer a los estadios amigos y parientes venezolanos, creando hinchadas de equipos locales (como el Caracas FC). Desde entonces el béisbol no es más el "único" deporte de masa seguido por todos los venezolanos.
Un segundo legado consiste en la creación de jugadores de nivel internacional en Venezuela. Por ejemplo, el mejor centrocampista que ha tenido el equipo nacional de Venezuela (llamado Vinotinto) es Luis Mendoza, un jugador hijo de italiana que ha crecido profesionalmente en el Deportivo Italia y en el Deportivo Galicia. Además el "Torneo Ibérico", perteneciente al fútbol amateur pero de gran nivel en Caracas y alrededores, fue una competencia promovida inicialmente por el Deportivo Portugués y el Deportivo Galicia en donde crecieron famosos jugadores venezolanos (como Cristian Cásseres). 
Un tercer legado se aprecia en los torneos de alta calidad con equipos internacionalmente famosos, que fueron llevados por empresarios a Venezuela para jugar también en contra de equipos de colonia y que atrajeron muchísimo público entusiasta. 

El Rey Pelé homenajeado en Caracas, con su amigo Mino D'Ambrosio (el segundo a la izquierda) del Deportivo Italia

Por ejemplo el Santos FC del famoso Rey Pelé jugó en Caracas en febrero de 1965 (Santos-Deportivo Galicia 3 - 0, con tres goles del mismo Pelé) y en enero de 1966 con el Botafogo, delante de mucho público europeo y también (por primera vez) venezolano.
Un cuarto legado es que algunos importantes equipos de fútbol venezolanos tienen su origen en "modestos" equipos de colonia: es el caso del "Deportivo Italia de San Cristobal", fundado en 1960, transformado en "Juventus de San Cristobal" en 1967 y ahora llamado Deportivo Tachira (el equipo con la mejor -y mayor- hinchada "criolla" de Venezuela). Otro ejemplo es que miembros de la colonia italiana cofundaron en 1965 el "Valencia Fútbol Club" (ahora llamado Carabobo Fútbol Club), que logró en ese mismo año titularse campeón de la "Copa Caracas" (hoy Copa Venezuela) siendo el primer equipo no capitalino en lograrlo (y en 1971 el Valencia FC también se coronó campeón absoluto de la Primera División de Venezuela). Un tercer ejemplo es el Deportivo La Guaira Fútbol Club, fundado inicialmente como "Real Esspor FC" por miembros de la colonia española y lusitana.
Además la presencia del fútbol de colonias en el campeonato profesional de Venezuela es importante ya que el equipo profesional con más torneos sin interrupciones actualmente en el campeonato 2016 es el Petare FC (que es el Deportivo Italia, con nombre cambiado en el 2010 y que nunca ha desaparecido por quiebra como el Galicia y el Portugués), seguido por el Estudiantes de Mérida y el Portuguesa FC. El mismo Deportivo Italia es también el que ha hecho más campeonatos de Primera División: 50, seguidos por los 41 del Estudiantes y los 39 del Táchira.
| Club                                                    | Ciudad         | Entrenador (2016)  | Estadio                 | Temp. | Campeón  |
| ------------------------------------------------------- | -------------- | ------------------ | ----------------------- | ----- | -------- |
| Deportivo Italia (actual Deportivo Miranda Fútbol Club) | Caracas        | Louey Salah        | Olímpico de la UCV      | 53    | 5 veces  |
| Estudiantes de Mérida Fútbol Club                       | Mérida         | Ruberth Morán      | Metropolitano de Mérida | 44    | 2 veces  |
| Portuguesa Fútbol Club                                  | Araure         | Horacio Matuszyczk | José Antonio Páez       | 43    | 5 veces  |
| Deportivo Táchira Fútbol Club                           | San Cristóbal  | Carlos Maldonado   | Pueblo Nuevo            | 41    | 8 veces  |
| Caracas Fútbol Club                                     | Caracas        | Antonio Franco     | Olímpico de la UCV      | 32    | 11 veces |
| Club Deportivo Mineros de Guayana                       | Ciudad Guayana | José "Chuy" Vera   | CTE Cachamay            | 33    | 1 vez    |
| Datos actualizados el 31 de julio de 2016               |                |                    |                         |       |          |

## Los equipos de las principales colonias
Cuando se hizo el primer campeonato oficial de fútbol venezolano alrededor de un millón de europeos habían emigrado al país que gozaba de un bum petrolero sin precedentes. Casi 350.000 españoles, 310.000 italianos y 180.000 portugueses cambiaron para siempre una Venezuela de apenas seis millones y medio de habitantes. 
Junto con la ideología europea basada en la igualdad social (que décadas después se tradujo en el socialismo de masa del chavismo y en la total desaparición del gomecismo oligárquico neocolonial) llegó también la igualdad en el deporte de masas: el béisbol fue afianzado por el fútbol. 
A continuación los equipos profesionales y semiprofesionales de las comunidades españolas e italianas, según el periodista deportivo Eliézer Pérez :
España:
- Barcelona (1925)
- Iberia (1930)
- Deportivo Español (1933-59)
- Deportivo Vasco (1945-62)
- Deportivo Catalonia (1947-53)
- Canarios de Maturín, Monagas (1944-53)
- Canarios (1947)
- Deportivo España (1948)
- Deportivo Canario de Sucre (1948)
- Atlético Español de Barquisimeto, Lara (1951)
- Centro hispano de Valencia, Carabobo (1952)
- Hispano (1953)
- Hispano de Punto Fijo, Falcón (1953-63)
- Deportivo Español de Maracaibo, Zulia (1954)
- Hogar Español de Barquisimeto, Lara (1954)
- Deportivo Celta (1960)
- Granada de Punto Fijo, Falcón (1963)
- Atlético Español de Valera, Trujillo (1963)
- Deportivo Español de Barquisimeto, Lara (1963)
- Deportivo Galicia (1963-82)
- Union Deportiva Canarias, Caracas (1963-73; 1977)
- Tiquire-Canarias (1974)
- Miranda-Canarias (1978-79)
- Unión Española de Lara (1986)
- Galicia de Caracas (1986-93)
- Hermandad Gallega de Valencia, Carabobo (2004-10)
- Hermandad Gallega de Venezuela Fútbol Club, Caracas (2013-2016)
- Club Deportivo Iberoamericano, El Callao (2004-2007)
- Nueva Cadiz FC (1996-2004)
- Club Deportivo Español Barinas 1962-2024)
- Real Esppor (2009-13)

Italia
- Venecia (1930)
- Italia FBC (1931-32)
- Viareggio (1932)
- Barinas FC (1953), integrado por italianos de Barinas
- Torino de Puerto La Cruz, Anzoátegui (1953)
- Ítalo-Venezolano de Barquisimeto, Lara (1953-54)
- Deportivo Italia de Valera, Trujillo (1953-61)
- Italo-Cabimas de Cabimas, Zulia (1954)
- Deportivo Italia de Coro, Falcón (1954)
- Deportivo Italia de Pampatar, Nueva Esparta (1954)
- Ital-Mérida de Mérida (1954)
- Deportivo Italia de Barquisimeto, Lara (1954)
- ItalVictoria (1959) de La Victoria, Aragua
- Deportivo Italia de Barquisimeto, Lara (1960)
- Deportivo Italia de San Cristóbal, Táchira (1960)
- Deportivo Italia de Guárico (1960)
- Deportivo Italia de Bolívar (1960)
- Torino de Maracaibo, Zulia (1961)
- Deportivo Italia de San Felipe, Yaracuy (1961)
- Colonia Football Club (Atlético Turén), Portuguesa (1961-1964)
- Deportivo Italia de Falcón (1963)
- Ital-Lara de Barquisimeto, Lara (1963)
- Deportivo Italia (1949-96; 2005-10)
- Deportivo Italchacao (1998-2005)
- Casa D'Italia Fútbol Club, Maracaibo (1971-2016)
- Centro Social Italo Venezolano de Valencia Fútbol Club, (2011-15)
- Salernitana del Tuy, Ocumare, (2003-2005)
- Deportivo Italmaracaibo de Maracaibo, Zulia (2004-06)
- Centro Ítalo Venezolano FC (2007-10)

## Total campeones del fútbol de colonias en el fútbol Venezolano 1957-2010
- Un total de 7 clubes de colonia han obtenido al menos un título en el fútbol Venezolano profesional, como campeones o vicecampeones.

| Club                     | Campeón | 2° | Años Campeón                                                                 |
| ------------------------ | ------- | -- | ---------------------------------------------------------------------------- |
| Deportivo Italia         | 5       | 8  | 1961, 1963, 1966, 1972, 1998-99 --- (Copa Venezuela: 1949, 1961, 1962, 1970) |
| Deportivo Galicia        | 4       | 5  | 1964, 1969, 1970 y 1974 --- (Copa Venezuela: 1966, 1967, 1969, 1979, 1981)   |
| Deportivo Portugués      | 4       | 2  | 1958, 1960, 1962 y 1967 ---- (Copa Venezuela: 1959, 1972)                    |
| Sport Marítimo           | 4       | 1  | 1986-87, 1987-88, 1989-90 y 1992-93 --- (Copa Venezuela: 1988, 1989)         |
| Deportivo Español        | 1       | 2  | 1959                                                                         |
| Unión Deportiva Canarias | 1       | -  | 1968 --- (Copa Venezuela: 1963, 1968)                                        |
| Tiquire Flores-Canarias  | -       | 1  | -----                                                                        |

1. ↑  Ganó 4 campeonatos y 7 subcampeonatos con el nombre Deportivo Italia, y 1 campeonato y 1 subcampeonato con el nombre Deportivo Italchacao. Actualmente se llama "Petare FC"
2. ↑  Ganó 4 campeonatos y 5 subcampeonatos con el nombre Deportivo Galicia. Actualmente se llama "Aragua Fútbol Club", después de haber sido "Galicia de Aragua"
3. ↑  El Marítimo fue el sucesor del desaparecido "Deportivo Portugués" en los años ochenta y noventa

En el contexto del fútbol venezolano, el doblete implica el ganar la liga Primera División de Venezuela y la Copa Venezuela en la misma temporada. El primer doblete fue obtenido por el Deportivo Italia en 1961, seguido por los del Canarias y Galicia pocos años después. El último doblete de los equipos de colonia fue obtenido por el sucesor del Deportivo Portugués, el Marítimo en 1988:
| Año  | Ganador                  | Trofeos                          | Notas                                                            |
| ---- | ------------------------ | -------------------------------- | ---------------------------------------------------------------- |
| 1961 | Deportivo Italia         | Primera División, Copa Venezuela | Primer equipo venezolano en completar un doblete en el siglo XX. |
| 1968 | Unión Deportiva Canarias | Primera División, Copa Venezuela |                                                                  |
| 1969 | Deportivo Galicia        | Primera División, Copa Venezuela |                                                                  |
| 1988 | CS Marítimo              | Primera División, Copa Venezuela |                                                                  |

## Los equipos de colonia en la "Libertadores de América" (1964-1985)
La siguiente es una reseña de las campañas de los equipos venezolanos de colonia en la Copa Libertadores de América.
| Año               | Equipos participantes | Campaña      | Partidos | Victorias | Empates | Derrotas |
| ----------------- | --------------------- | ------------ | -------- | --------- | ------- | -------- |
| 1964              | Deportivo Italia      | Primera fase | 6        | 2         | 1       | 3        |
| 1965              | Deportivo Galicia     | Primera fase | 4        | 0         | 1       | 3        |
| 1966              |                       |              |          |           |         |          |
| Deportivo Italia  | Primera fase          | 10           | 4        | 2         | 4       |          |
| 1967              | Deportivo Italia      | Primera fase | 8        | 2         | 1       | 5        |
| 1967              | Deportivo Galicia     | Primera fase | 8        | 1         | 2       | 5        |
| 1968              | Deportivo Galicia     | Primera fase | 6        | 2         | 0       | 4        |
| 1968              | Deportivo Portugués   | Segunda fase | 6        | 2         | 1       | 3        |
| 1969              | Deportivo Italia      | Segunda fase | 6        | 1         | 2       | 3        |
| 1969              | Deportivo Canarias    | Primera fase | 4        | 1         | 1       | 2        |
| 1970              |                       |              |          |           |         |          |
| Deportivo Galicia | Primera fase          | 6            | 0        | 0         | 6       |          |
| 1971              | Deportivo Galicia     | Primera fase | 6        | 0         | 1       | 5        |
| 1971              | Deportivo Italia      | Primera fase | 6        | 2         | 1       | 3        |
| 1972              |                       |              |          |           |         |          |
| Deportivo Italia  | Primera fase          | 4            | 1        | 1         | 2       |          |
| 1975              |                       |              |          |           |         |          |
| Deportivo Galicia | Primera fase          | 6            | 1        | 3         | 2       |          |
| 1976              |                       |              |          |           |         |          |
| Deportivo Galicia | Primera fase          | 6            | 0        | 0         | 6       |          |
| 1979              |                       |              |          |           |         |          |
| Deportivo Galicia | Primera fase          | 6            | 0        | 3         | 3       |          |
| 1985              |                       |              |          |           |         |          |
| Deportivo Italia  | Primera fase          | 6            | 0        | 1         | 5       |          |